# Bagnoli di Sopra Friularo classico
Il Bagnoli di Sopra Friularo classico è un vino DOC la cui produzione è consentita nella provincia di Padova.

## Caratteristiche organolettiche
- colore: rosso rubino carico, tendente al granato con l'invecchiamento
- odore: vinoso, marcato, tipico, con sentori di marasca e di violetta con il prolungarsi dell'invecchiamento
- sapore: secco, austero, sapido, giustamente tannico, leggermente acidulo

## Storia
Questo vino speciale è stato prodotto esclusivamente con uve Friulare, provenienti da Vigneti storici. Questo vitigno autoctono è presente a Bagnoli da oltre 5 secoli.

## Abbinamenti consigliati
Primi ragutati, cacciagione da pelo, grandi arrosti, insaccati di carne di maiale cotti, brasati, spezzatini, selvaggina, formaggi a pasta dura piccanti.

## Produzione
Provincia, stagione, volume in ettolitri
- Padova  (1995/96)  350,0
- Padova  (1996/97)  780,99